# Thomas Sully

Selbstporträt
Öl auf Leinwand (1821)

Thomas Sully (* 19. Juni 1783 in Horncastle, Lincolnshire; † 5. November 1872 in Philadelphia, Pennsylvania) war ein US-amerikanischer Maler des 19. Jahrhunderts.

## Leben
Thomas Sully war der Sohn des Schauspieler-Ehepaares Matthew und Sarah Sully. Im März 1792 wanderte die Familie Sully mit ihren neun Kindern nach Richmond, Virginia, aus, wo sein Onkel ein Theater unterhielt. Thomas Sully besuchte die Schule in New York City, als seine Mutter 1794 verstarb und er wieder nach Richmond zurückkehrte. Kurz darauf zog die Familie nach Charleston, South Carolina um. Nach einer kurzen Ausbildung zum Versicherungsmakler, bei der sein künstlerisches Talent erkannt wurde, begann Sully im Alter von etwa 12 Jahren zu malen. Sully studierte Malerei bei dem bekannten Porträtmaler Gilbert Stuart in Boston und ging anschließend nach Virginia, um bei seinem Schwager Jean Belzons die Kunst der Miniaturmalerei zu erlernen. Im Jahr 1799 war er wieder in Richmond und arbeitete zusammen mit seinem älteren Bruder Lawrence Sully (1769–1804) in einem Atelier. Nach dem Tod seines Bruders heiratete Sully dessen Witwe, Sarah Annis Sully. Neben den Kindern aus der ersten Ehe gingen weitere sechs Kinder aus der gemeinsamen Verbindung, Alfred, Mary, Jane, Blanche, Rosalie und Thomas Wilcocks, hervor. Mit seiner Familie zog er um 1806 nach Philadelphia.
Im Jahre 1809 reiste Thomas Sully nach England, wo er in London an der Royal Academy of Arts unter Benjamin West studierte und arbeitete. Nach seiner Rückkehr nach Philadelphia fertigte er mehrere Porträtbilder aus Politik und Gesellschaft an, unter anderem John Quincy Adams, Marie-Joseph Motier, Marquis de La Fayette und Thomas Jefferson.
Thomas Sully gehörte 1827 zu den ersten Ehrenmitgliedern (Honorary NA), die von der gerade erst gegründeten National Academy of Design dazu gewählt wurden. Zwischen 1837 und 1838 war er wieder in England und porträtierte die junge Königin Victoria im Auftrag der Philadelphia’s St. George’s Society. Seine Tochter Blanche unterstützte ihn und stand Modell, wenn die Königin nicht verfügbar war. Thomas Sully schuf kontrastreiche, farbenfrohe, idealisierende Bilder nach dem Vorbild der englischen Porträtmaler Sir Thomas Lawrence und Benjamin West.

## Erwähnenswertes
- Edgar Allan Poe beschreibt in seiner Erzählung Das ovale Porträt das überaus lebensähnliche Bild einer jungen Frau und sagt, es sei „im Stil sehr ähnlich den Köpfen“ gewesen, „wie sie Sully mit Vorliebe malt“.
- Sein Buch Tipps für junge Maler wurde nach seinem Tode veröffentlicht.
- Sein Sohn, Alfred Sully, war Brigadegeneral in der Union Armee während des amerikanischen Bürgerkriegs.
- John Neagle heiratete 1826 Mary Chester Sully, die Nichte und Stieftochter von Thomas Sully.
- Sully ist der Großonkel des Architekten Thomas Sully (1855–1939).

## Werke (Auswahl)

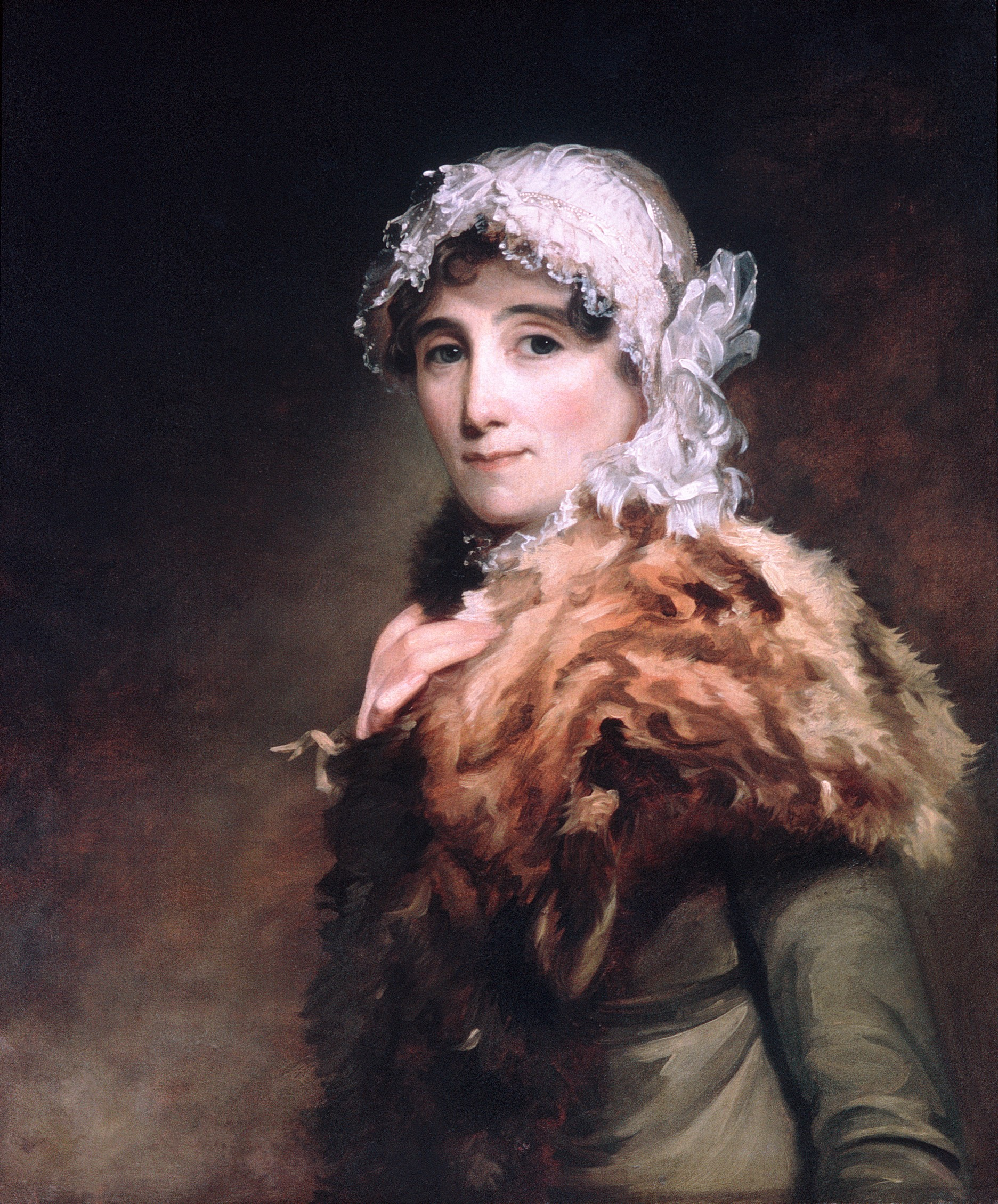
Porträt von Katharine Matthews, Öl auf Leinwand, 1812/13
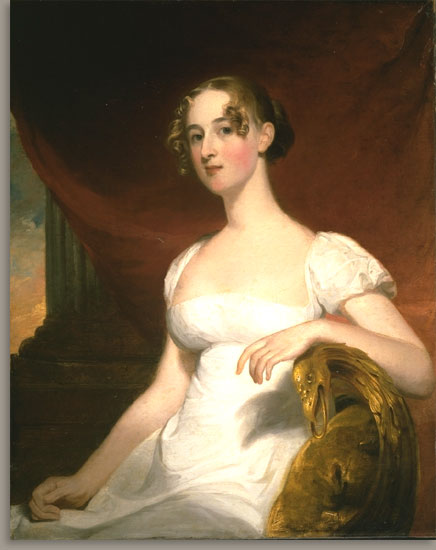
Porträt von Margaret Siddons Kintzing, Öl auf Leinwand, 1812
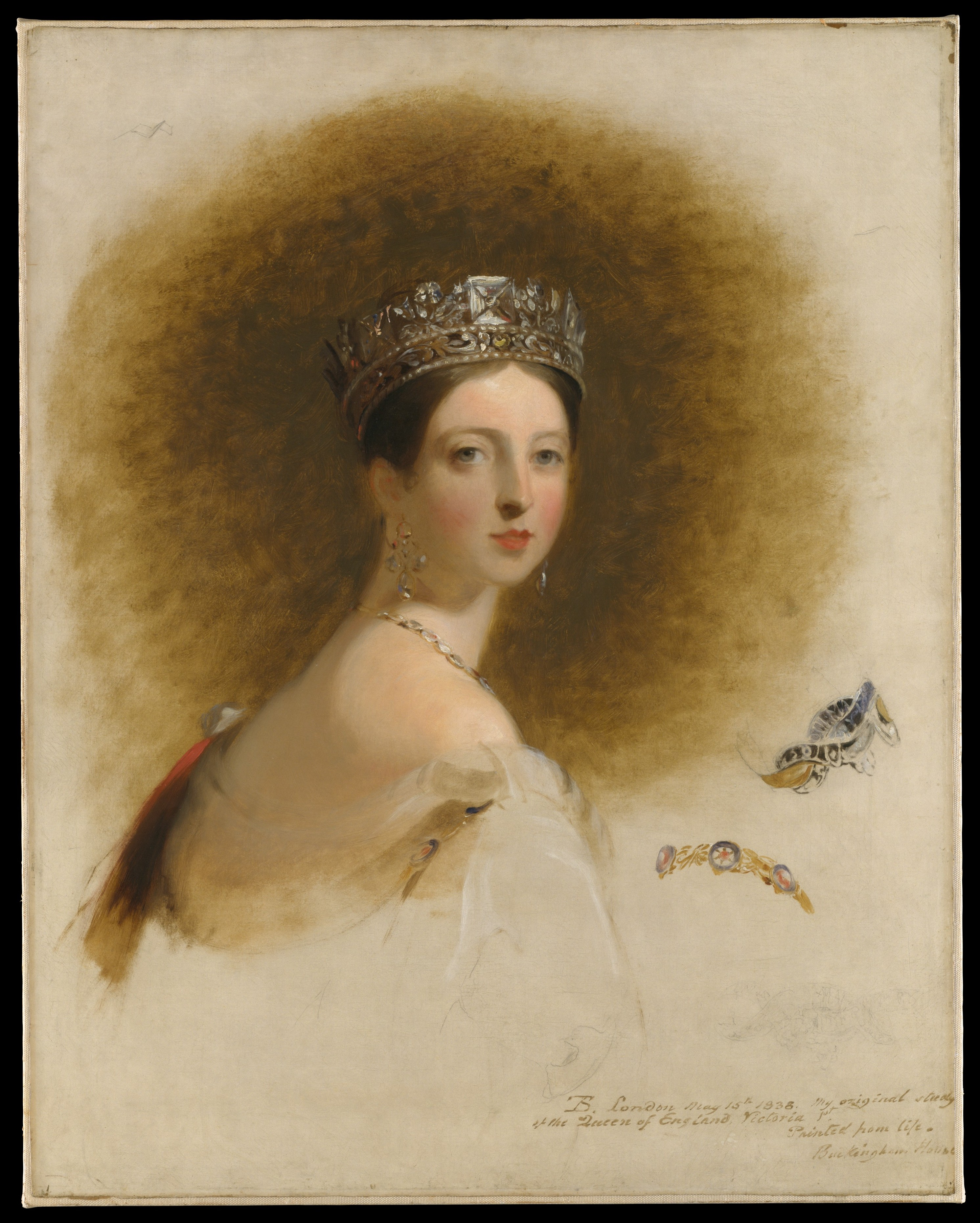
Porträt der Königin Victoria, Öl auf Leinwand, 1837/1838
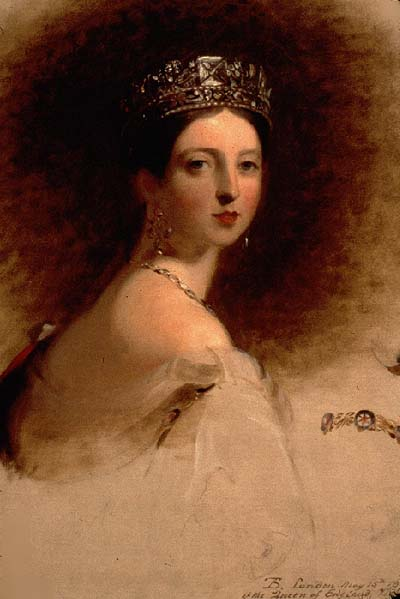
Porträt der Königin Victoria, Öl auf Leinwand, 1837/1838